# 干校六记
《干校六记》是杨绛的代表性散文集，分《下放记别》、《凿井记劳》、《学圃记闲》、《小趋记情》、《冒险记幸》、《误传记妄》6篇，於1981年最早出版。

## 内容
《幹校六記》讲述了杨绛、钱锺书在河南省罗山县的两年多的五七干校的生活，而这两年的生活，主要是改造知识分子的“资产阶级思想”，而改造方式是白天劳动，晚上开批判斗争大会。
《下放记别》讲述毛泽东发起文化大革命之后知识分子的悲惨遭遇。1969年11月，钱锺书60岁生日之前被下放，楊絳和其女兒、女婿三人去送他。其後女婿因为不肯捏造名单迫害别人而自杀，而楊絳也被下放，只剩女兒一人在北京生活。
《凿井记劳》讲述文化大革命之中残酷的阶级斗争运动，杨绛下放之后劳动改造，但是在农民眼里，这群下放的知识分子是一群“他们”，而不是“我们”。
《学圃记闲》讲述杨绛和钱锺书下放在同一地方，杨绛的干校班长经常派遣她去借劳动工具，钱锺书则正好是工具的看守员，两人由此而有时间可以短暂相聚。
《小趋记情》讲述杨绛和钱锺书在干校的时候收养了一条狗，杨绛、钱锺书被调回北京之后，狗没有带走，结果四处寻找他们，而他们认为那狗和自己的命运何其相似。
《冒险记幸》讲述杨绛对钱锺书的夫妻感情。在干校的时候，一天下雨，杨绛冒雨去看望钱锺书，她度过发洪水的大河，只是为了奔见自己的丈夫。
《误传记妄》讲述在干校的时候，钱锺书听到谣言说自己得到中国共产党的允许，调他回到北京，但是空欢喜一场，杨绛很后悔在英国留学之后回到中华民国，后来又留在中华人民共和国，结果女婿在文化大革命初期因不堪受辱而自杀，自己和钱锺书又被下放，而钱锺书心甘情愿回到故国，说“衣带渐宽终不悔，为伊消得人憔悴”（北宋柳永的词）。